# David Russell (cestista)
David Lee Russell (New York, 9 gennaio 1960) è un ex cestista statunitense, professionista in Europa e in Sudamerica.

## Carriera
Venne selezionato dai Denver Nuggets al secondo giro del Draft NBA 1983 (37ª scelta assoluta).

## Palmarès
- Copa Príncipe de Asturias: 1

Estudiantes Madrid: 1986